# Marco Fabio Ambusto (tribuno consular 381 a. C.)
Marco Fabio Ambusto (en latín, Marcus Fabius K. f. M. n. Ambustus), hijo al parecer del tribuno militar con poderes consulares Cesón Fabio Ambusto, fue tribuno consular en 381 a. C.

## Familia y actuación política
Tenía dos hijas, una de ellas, Fabia la Mayor, se casó con Servio Sulpicio Pretextato, y Fabia la Menor casó con Cayo Licinio Estolón, uno de los autores de las Leges Liciniae-Sextiae. Según la historia recogida por Tito Livio, la joven Fabia indujo a su padre para ayudar a su marido en la obtención del consulado para los plebeyos, orden al cual su marido pertenecía.
Ambusto fue tribuno consular por segunda vez en el año 369 a. C., y tomó parte activa en apoyar las Leges Liciniae-Sextiae.
Fue censor en el año 363 a. C., junto con Lucio Furio Medulino.